# Ion Talianu

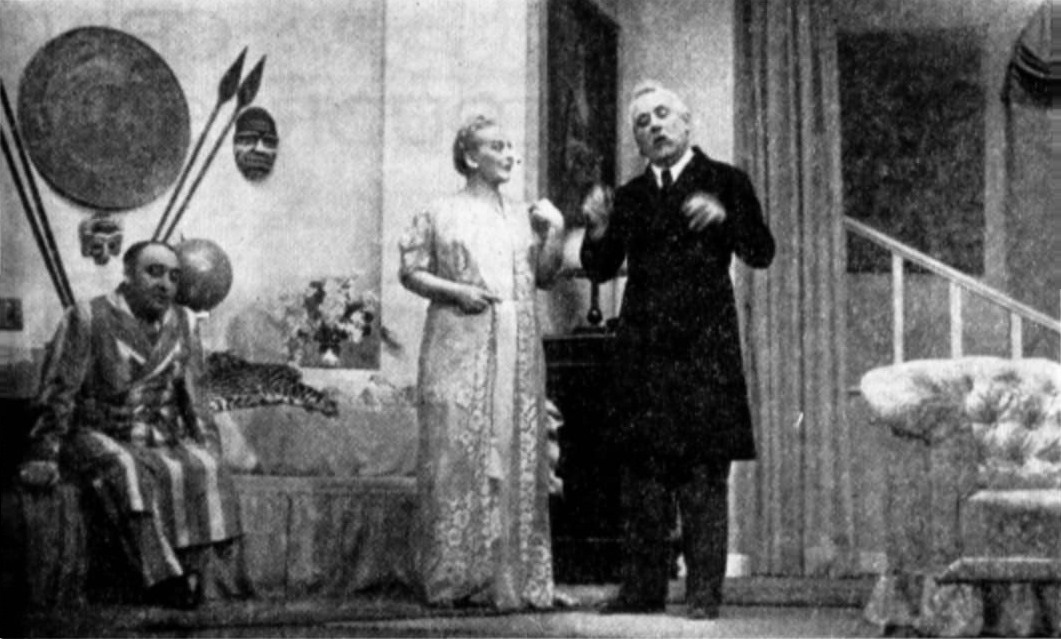
Mișu Fotino, Silvia Fulda și Ion Talianu în spectacolul Coloniale de André Birabeau, regizat de Sică Alexandrescu, pentru deschiderea Teatrului Liber, 1937.

Ion Talianu (n. 3 martie 1898, Târgu Ocna – d. 27 martie 1956, București) a fost un actor român de teatru și film, format la școala marilor artiști interbelici. Absolvent al Conservatorului de Artă Dramatică din București în 1921. Nemuritor interpret al rolului Nae Cațavencu în comedia O scrisoare pierdută a lui Ion Luca Caragiale din filmul omonim realizat în 1953.
A decedat în 1956 și a fost înmormântat în Cimitirul Bellu.

## Distincții
- Ordinul Muncii clasa a II-a (19 aprilie 1952) „pentru munca depusă cu ocazia «Centenarului Caragiale»”[2]
- titlul de Artist Emerit al Republicii Populare Române (23 ianuarie 1953) „pentru merite deosebite, pentru realizări valoroase în artă și pentru activitate merituoasă”[3]

## Teatru
- Regele petrece
- Topaze
- Un om de afaceri
- Mielul turbat de Aurel Baranga - rolul: Radu Cristescu

### Teatru radiofonic
- O scrisoare pierdută de I. L. Caragiale - înregistrare din anul 1952
- Hangița de Carlo Goldoni - înregistrare din anul 1952
- Regele petrece de Victor Hugo - înregistrare din anul 1952
- Revizorul de Nikolai Gogol - înregistrare din anul 1953
- Un om de afaceri de Honoré de Balzac - înregistrare din anul 1953
- Ultima oră de Mihail Sebastian - rolul: Brănescu, ministrul Instrucțiunii publice. Înregistrare din anul 1953
- Topaze de Marcel Pagnol - înregistrare din anul 1955
- Plicul de Liviu Rebreanu - înregistrare din anul 1955

## Filmografie
- Răsună valea (1949)
- Mitrea Cocor (1952)
- O scrisoare pierdută (1954) - Cațavencu
- Răsare soarele (1954)
- Afacerea Protar (1956) - Agopian
- Pe răspunderea mea (1956) - maestrul Cristian